# Lancer du disque féminin aux championnats du monde d'athlétisme 2007
Navigation
Helsinki 2005 Berlin 2009
L'épreuve du lancer du disque féminin des championnats du monde d'athlétisme 2007 s'est déroulée les 27 et 29 août 2007 dans le stade Nagai d'Osaka au Japon. Elle est remportée par l'Allemande Franka Dietzsch . La Russe Darya Pishchalnikova, initialement deuxième du concours, est disqualifiée pour dopage en 2013.

## Résultats

### Finale
| Rang              | Athlète                 | Pays        | Essais | Essais | Essais | Essais | Essais | Essais | Marque | Notes |
| Rang              | Athlète                 | Pays        | 1      | 2      | 3      | 4      | 5      | 6      | Marque | Notes |
| ----------------- | ----------------------- | ----------- | ------ | ------ | ------ | ------ | ------ | ------ | ------ | ----- |
| Médaille d'or     | Franka Dietzsch         | Allemagne   |        |        |        |        |        |        | 66.61  |       |
| Médaille d'argent | Yarelis Barrios         | Cuba        |        |        |        |        |        |        | 63.90  | PB    |
| 3                 | Nicoleta Grasu          | Roumanie    |        |        |        |        |        |        | 63.40  |       |
| 4                 | Sun Taifeng             | Chine       |        |        |        |        |        |        | 63.22  |       |
| 5                 | Olena Antonova          | Ukraine     |        |        |        |        |        |        | 62.41  | SB    |
| 6                 | Joanna Wisniewska       | Pologne     |        |        |        |        |        |        | 61.35  |       |
| 7                 | Natalya Fokina-Semenova | Ukraine     |        |        |        |        |        |        | 61.17  |       |
| 8                 | Ma Xuejun               | Chine       |        |        |        |        |        |        | 59.37  |       |
| 9                 | Iryna Yatchenko         | Biélorussie |        |        |        |        |        |        | 58.67  |       |
| 10                | Yania Ferrales          | Cuba        |        |        |        |        |        |        | 58.20  |       |
| 11                | Mélina Robert-Michon    | France      |        |        |        |        |        |        | 57.81  |       |
| —                 | Darya Pishchalnikova    | Russie      |        |        |        |        |        |        | 57.81  | DQ    |

## Légende
Records et Performances
- AR : Record continental (area record)
- CR : Record des championnats (championship record)
- MR : Record du meeting (meet record)
- NR : Record national (national record)
- OR : Record olympique (olympic record)
- PR : Record paralympique (paralympic record)
- PB : Record personnel (personal best)
- SB : Meilleure performance personnelle de la saison (season's best)
- WL : Meilleure performance mondiale de l'année (world leader)
- WJR : Record du monde junior (world junior record)
- WR : Record du monde (world record)

Circonstances et Conditions
- DNF : N'a pas terminé (did not finish)
- DNS : N'a pas pris le départ (did not start)
- DQ : Disqualification (disqualification)
- NM : Aucun essai valable enregistré (No Mark)
- Q : Qualifié « directement » au prochain tour (ou à la prochaine compétition), lors d'une compétition majeure, grâce au classement ou à la réalisation des minima (automatic qualifier)
- q : Qualifié au prochain tour (ou à la prochaine compétition), lors d'une compétition majeure, grâce au repêchage ou à la réalisation de l'une des meilleures performances parmi celles des « non qualifiés directement » (grâce au meilleur temps ou à la meilleure distance par exemple) (secondary qualifier)